# Línea 4C (Comodoro Rivadavia)
La línea 4 Stella Maris es una línea de colectivos urbana de Comodoro Rivadavia, bajo concesión de la empresa Transporte Patagonia Argentina desde 2007 que une el Bo. Centro con el Bo. Stella Maris y viceversa.

## Cuadro Tarifario
| Boleto             | Tarifa   |
| ------------------ | -------- |
| Urbano             | $22      |
| Suburbano          | No posee |
| Estudiante         | $11      |
| Jubilado           | $11      |
| Discapacitado      | $0.00    |
| Policía del Chubut | $0.00    |

En el caso de los boletos de Estudiante y Jubilado reciben un subsidio de la municipalidad de Comodoro Rivadavia que les cubre un 50% del valor del boleto.

## Recorrido principal
También llamado Stella Maris
| 4S         | Primer servicio A: Stella Maris | Primer servicio A: Centro | Último servicio A: Stella Maris | Último servicio A: Centro |
| Laborables | 06:45                           | 07:15                     | 22:20                           | 22:30                     |
| Sábados    | 08:20                           | 08:50                     | 17:40                           | 18:10                     |
| Festivos   | 09:40                           | 10:10                     | 20:40                           | 21:10                     |

Recorrido Circunvalar
| BUS2 | KBHFa |

|  | BHF |

|  | BHF |

|  | BHF |

|  | BHF |

|  | BHF |

|  | BHF |

|  | BHF |

|  | BHF |

|  | BHF |

|  | BHF |

|  | BHF |

|  | BHF |

|  | BHF |

|  | BHF |

|  | BHF |

|  | BHF |

|  | BHF |

|  | BHF |

|  | BHF |

|  | BHF |

|  | BHF |

|  | BHF |

|  | BHF |

|  | BHF |

|  | BHF |

|  | BHF |

|  | BHF |

|  | BHF |

|  | BHF |

|  | KBHFe |